# Limoux (wijn)

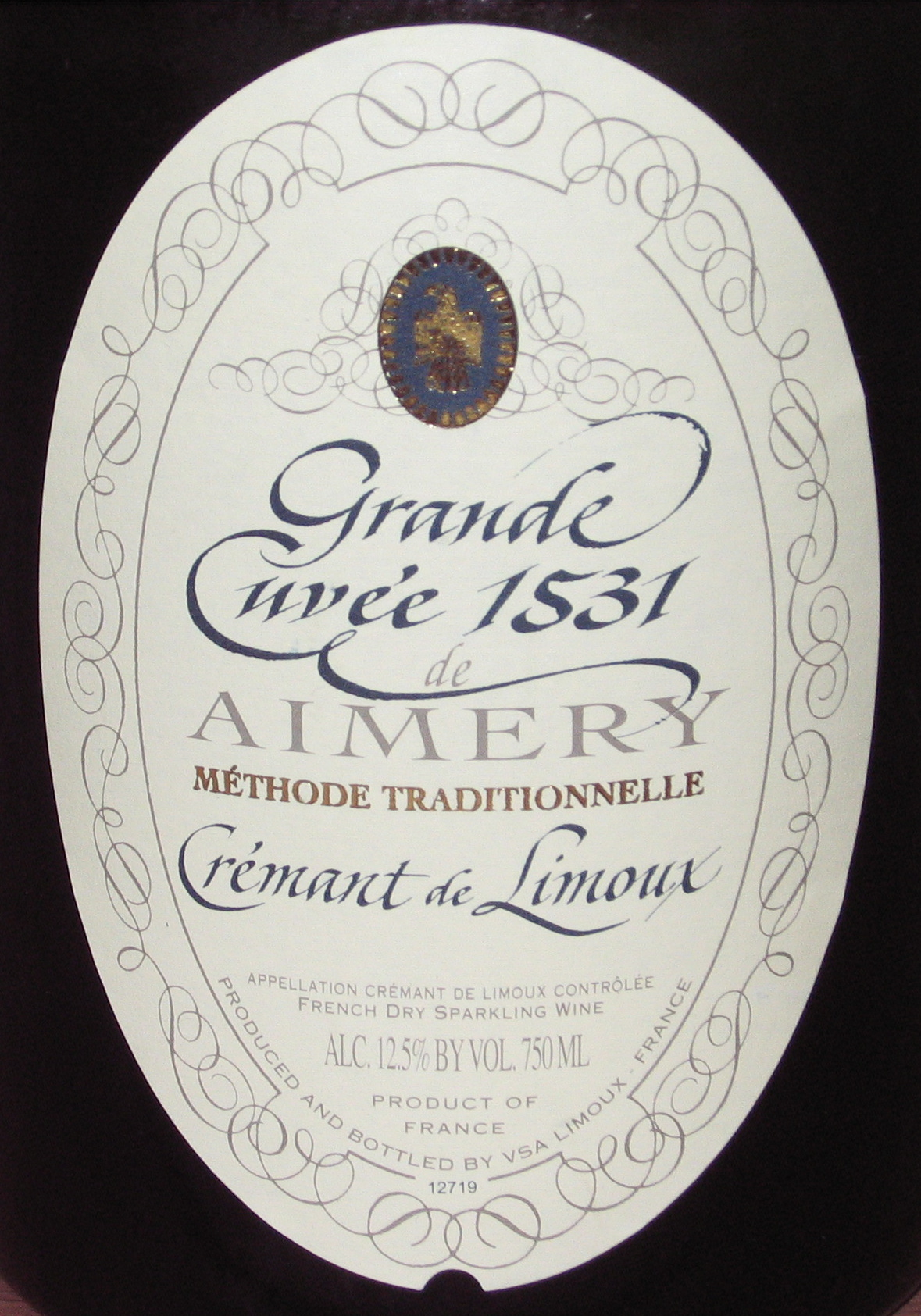
Label

Limoux is een Franse wijn uit de Languedoc.  

## Variëteiten
Limoux kan zowel wit als rood zijn. De witte kan zowel mousserend als stil zijn. De witte mousserende wijn komt het meeste voor. De rode is een stille wijn. Er worden ook rosé wijnen gemaakt, maar die vallen niet onder deze AOC. 

## Kwaliteitsaanduiding
- 1929 : Eerste afbakening van de Cru Limoux
- 1938 : AOC Blanquette de Limoux en Blanquette Méthode Ancestrale (mousserende wijn)
- 1959 : AOC Limoux blanc (stille wijn)
- 1990 : AOC Crémant de Limoux
- 1993 :Aanpassing AOC Limoux blanc met uitbreiding van twee toegestane druivensoorten (chardonnay en chenin blanc)
- 2004 : Aanpassing AOC Crémant de Limoux met uitbreiding van een toegestane druivensoort (pinot noir) en AOC Limoux rouge (stille wijn)

## Toegestane druivensoorten
- Blanquette: Mauzac (minimaal 90 %), Chenin en Chardonnay.
- Blanquette Méthode Ancestrale: 100 % Mauzac.
- Crémant: Chardonnay (minimaal 40% mini), Chenin (minimaal 20 %) en samen maximaal 90%. Daarnaast minimaal 10% van Mauzac en  Pinot Noir (samen maximaal 20% maxi) of Pinot noir (maximaal 10%)
- Limoux blanc: Mauzac (minimaal 15 %), Chardonnay, Chenin.
- Limoux rouge: Merlot (minimaal 50%), Côt, Syrah Grenache (minimaal 30%), Carignan (maximaal 10%).

## Opbrengst en productie
- Areaal is 1.800 ha.
- Opbrengst is gemiddeld 40 hl/ha voor de mousserende wijn.
- Productie: - Blanquette de Limoux 40.000 hl - Crémant de Limoux 30.000 hl - Blanquette Méthode Ancestrale 4.000 hl - Limoux blanc 5.000 hl - Limoux rouge 2.800 h

## Producenten
400 producenten:
- 2 coöperaties
- 24 private producenten
- 8 handelshuizen